# Californische torreya
De Californische torreya (Torreya californica) is een boom uit de knoptaxusfamilie  (Cephalotaxaceae). De boom werd voor het eerst gekweekt in 1851. Ze bloeien van maart tot mei en bereiken ene gemiddelde hoogte van 20 meter. Hij is algemeen verspreid in het westen van de Verenigde Staten en groeit aldaar aan oevers van rivieren en in dalen. Hij kan voorkomen tot hoogtes van 1500 meter.
De bladeren (naalden) van de Californische torreya blijven 3 à 4 jaar aan de boom en worden 20-60 mm groot. Ze groeien spiraalvormig gegroepeerd, op de zijscheuten staan ze echter in twee rechte lijnen. Ze zijn stug en puntig. Onder de bundel bevindt zich een harsbuis die een aromatische geur verspreidt wanneer je erop knijpt.
De mannelijke bloemen ontspruiten in de bladoksels, de vrouwelijke kegeltjes hebben een verschrompelde top. De zaadbessen zijn omgeven door een kapsel, dat er onder aan de vrucht één geheel mee vormt.

## Toepassing
De eetbare vruchten hebben een laxerende en wormverdrijvende werking.